# Mogul uralkodók listája
Az észak-indiai Mogul Birodalom uralkodóinak listája. A mogul vagy nagymogul elnevezés a dinasztia mongol eredetére utal. Az uralkodók címét is leggyakrabban nagymogul alakban fordították le idegen nyelvekre. Ők valójában a perzsa sah szóval illették magukat, de török alattvalóik szultánnak is nevezték őket.
| Portré                                                                                  | Uralkodó                                                              | Uralkodott | Neve átírásban | Megjegyzés                                                                                              |
| --------------------------------------------------------------------------------------- | --------------------------------------------------------------------- | ---------- | -------------- | --- |
| 1526-ban Bábur elfoglalta a Delhi Szultanátust, ezzel megalapította a Mogul Birodalmat. |                                                                       |            |                | |
| Mogul-dinasztia                                                                         |                                                                       |            |                | |
|                                                                                         | Bábur * 1483. február 14. † 1530. december 26.                        | 1526–1530  |                | |
|                                                                                         | Humájun * 1508. március 17. † 1556. január 27.                        | 1530–1540  |                | Trónfosztották. Száműzetésben élt 1540-től 1555-ig.                                                     |
| 1540-től 1555-ig a Szúri-dinasztia uralkodott a mogul területeken                       |                                                                       |            |                | |
| Mogul-dinasztia                                                                         |                                                                       |            |                | |
|                                                                                         | Humájun (másodszor)                                                   | 1555–1556  |                | Humájun visszatért, és a szafavida Tahmászp sah segítségével visszafoglalta édesapja, Bábur birodalmát. |
|                                                                                         | I. Nagy Akbar * 1542. október 15. † 1605. október 27.                 | 1556–1605  |                | |
|                                                                                         | Dzsahángír * 1569. augusztus 31. † 1627. november 8.                  | 1605–1627  |                | |
|                                                                                         | Sáh Dzsahán * 1592. január 5. † 1666. január 22.                      | 1627–1658  |                | Trónfosztották, haláláig házi őrizetben élt.                                                            |
|                                                                                         | Aurangzeb más néven I. Álamgír * 1618. november 4. † 1707. március 4. | 1658–1707  |                | |
|                                                                                         | I. Bahádur más néven Sáh Álam * 1643. október 14. † 1712. február 27. | 1707–1712  |                | |
|                                                                                         | Dzsahandár * 1661. május 9. † 1713. február 11.                       | 1712–1713  |                | |
|                                                                                         | Farukszijár * 1685. augusztus 20. † 1719. április 29.                 | 1713–1719  |                | Trónfosztották.                                                                                         |
|                                                                                         | Rafi al-Daradzsat * 1699. november 30. † 1719. június 9.              | 1719       |                | Trónfosztották.                                                                                         |
|                                                                                         | Rafi al-Daula * 1696 júniusa † 1719. szeptember 19.                   | 1719       |                | |
|                                                                                         | Mohamed Naszír * 1702. augusztus 17. † 1748. április 26.              | 1719–1748  |                | Nádir perzsa sah 1739-ben elfoglalta Delhit, a mogulok uralma átmenetileg névleges                      |
|                                                                                         | Ahmed Bahádur * 1725. december 23. † 1775. január 1.                  | 1748–1754  |                | |
|                                                                                         | II. Álamgír * 1699. június 6. † 1759. november 29.                    | 1754–1759  |                | |
|                                                                                         | III. Dzsahán * ? † 1772                                               | 1759–1760  |                | |
|                                                                                         | II. Álam * 1728. június 25. † 1806. november 19.                      | 1759–1806  |                | |
|                                                                                         | II. Akbar * 1760. április 22. † 1837. szeptember 28.                  | 1806–1837  |                | |
|                                                                                         | II. Bahádur (Zafar) * 1775. október 24. † 1862. november 7.           | 1837–1857  |                | |